# Master File Table
Master File Table (MFT) – ukryty plik (o nazwie „$Mft”, indeksie MFT 0) na partycjach NTFS, w którym są zawarte wpisy (pełne informacje o rozmiarze, ścieżce dostępu, datach edycji, utworzenia pliku) do każdego pliku na danej partycji.
Plik MFT jest bardzo ważny, jako że definiuje on tablicę grupującą obiekty (tu pliki), dlatego też NTFS wprowadza specjalne zabezpieczenie, by nie uległ on fragmentacji, jak również tworzy jego kopie. Rezerwuje on wstępnie 12–12,5 procent przestrzeni dysku, by zachować ciągłość wpisywanych do tej tablicy danych.
Adres pliku $Mft zapisany jest w strukturze sektora rozruchowego (ang. boot sector), znajdującej się w pierwszym sektorze partycji. W tejże strukturze znajduje się pole (+ 0x30) które wskazuje numer klastra (ang. cluster) rozpoczynającego ową tablicę. Jest to jedno z najczulszych miejsc na dysku – bez znajomości położenia pliku $Mft, system (sterownik NTFS) nie jest w stanie operować na plikach.

## Kopia zapasowa – MFTMirror
W awaryjnych przypadkach, gdy MFT nie może zostać zlokalizowane – system/sterownik poszukuje tzw. lustra tablicy – MFTMirror. Ten rekord zawiera informacje o położeniu czterech pierwszych rekordów tablicy MFT (w systemie NTFS wszystko jest plikiem/obiektem – nawet sama tablica występuje jako plik $Mft, boot sector jako $Boot, itd.). Tymi rekordami są: $Mft, link do siebie samego – $MftMirr, $Volume – specjalny rekord bez którego partycja nie mogłaby zostać rozpoznana, oraz $LogFile pełniący specjalne funkcje.